# Cabanas de Viriato
Pour les articles homonymes, voir Cabanas.
Cabanas de Viriato est un village portugais, situé géographiquement au centre du Portugal entre Viseu et Coimbra, à 25 km de Viseu et 50 de Coimbra. Sa paroisse fait partie de celle de la ville de Carregal do Sal.

## Villes
- Cabanas de Viriato;
- Laceiras;

## Géographie
Cabanas de Viriato est situé sur un plateau de l'ancienne région de Beira Alta, orienté vers le sud, entre la Serra do Caramulo et la Serra da Estrela. La ville se trouve à environ 30 kilomètres de la capitale du district de Viseu et à environ 10 kilomètres de Carregal do Sal.
Un petit ruisseau traverse les quartiers les plus anciens de Cabanas de Viriato où plusieurs fontaines ont été installées et le même ruisseau se jette dans la Ribeira de Cabanas, qui prend sa source près de la ville de Laceiras. Ce village est situé à l'est de Cabanas de Viriato et se situe à environ 350 mètres au-dessus du niveau de la mer.

## Personnalités
- Cabanas de Viriato:
  - António José Bernardes de Miranda (1885 - 1957), ancien gouverneur de Macao;
  - António José Teixeira de Abreu (1865 - 1930), ancien ministre de la Justice du roi Carlos Ier du Portugal;
  - Anacleto de Soveral Soares de Albergaria, administrateur de la commune de Carregal do Sal (1929-1936);
  - Aristides de Sousa Mendes, le célèbre diplomate portugais qui a sauvé la vie de dizaines de milliers de personnes de l'holocauste nazi;
  - César de Sousa Mendes, frère jumeau d'Aristides de Sousa Mendes, et a été ministre des affaires étrangères dans les années 1930 ;
  - Elisa da Ascensão Ramos e Silva, ancien professeur d'école primaire, il renonce à son héritage pour réaliser l'un des rêves de sa vie : créer un centre social pour l'accueil des personnes âgées dans une maison de retraite.
  - José Pereira Dias, ancien employeur, était l'un des partenaires de l'ancienne société Armazéns Conde Barão (Lisboa) et l'un des fondateurs de l'association "Associação de Cabanas de Viriato em Lisboa";
  - Júlio de Barros Mendes (1946 - 2005), ancien président du Junta de Freguesia de Cabanas de Viriato;
  - Luís António de Soveral Tavares (1800 – 1883);
  - Ricardo Campos, entrepreneur, ancien président du junta de freguesia e président actuel du Fórum da Energia e do Clima (fForum sur l'énergie et le climat) de la Comunidade dos Países da Língua Portuguesa (CPLP);

- Laceiras:
  - Carlos Morgado, ancien propriétaire de la restaurante "Morgado" et a été musicien dans le groupe "Morgado & Amigos".

## Démographie
| 1864  | 1878  | 1890  | 1900  | 1911  | 1920  | 1930  | 1940  | 1950  |
| ----- | ----- | ----- | ----- | ----- | ----- | ----- | ----- | ----- |
| 2 194 | 2 593 | 2 887 | 2 753 | 2 915 | 2 723 | 3 099 | 2 727 | 2 642 |

| 1960  | 1970  | 1981  | 1991  | 2001  | 2011  | 2021  | - | - |
| ----- | ----- | ----- | ----- | ----- | ----- | ----- | - | - |
| 2 339 | 1 852 | 1 660 | 1 819 | 1 698 | 1 533 | 1 457 | - | - |

## Associations locales
- Cabanas de Viriato:
  - Associação do Carnaval de Cabanas de Viriato, organise la traditionnelle Carnaval Dança dos Cus;
  - Sociedade Filarmónica de Cabanas de Viriato; la Société philharmonique fête ses 150 ans d'existence;
  - Associação Humanitária dos Bombeiros Voluntários de Cabanas de Viriato; Association humanitaire des sapeurs-pompiers, fondée le 7 septembre 1935;
  - Clube de Caça e Pesca de Cabanas de Viriato;
  - Associação Festas da Vila de Cabanas de Viriato, organise les festivités annuelles de la ville;
  - Sport Cabanas de Viriato e Benfica, club de football du village et fondé le 4 janvier 1930;
  - Fundação Aristides de Sousa Mendes;
  - Centro Social Elisa Barros Silva;

- Laceiras:
  - Associação Recreativa Cultural e Desportiva das Laceiras;

- Associations locales disparues:
  - Associação de Cabanas de Viriato, fondée le 17 avril 1971 par Adelino Soares, António Pais Ruiva, José Pereira Dias et José Manuel Bernardes. Le siège de cette association est situé à Rua Correia Teles em Lisboa et s'est éteinte au début du XXIe siècle.
  - Grupo Desportivo das Laceiras.

- Subdivisions associations locales disparues:
  - Rhitmos, groupe de danse moderne de Sociedade Filarmónica de Cabanas de Viriato a été créée en octobre 2001 dans le but de participer au traditionnel festival de Noël de cette année-là. L'année suivante, après avoir reçu de nombreux encouragements de la part des habitants de Cabanas de Viriato, devient une subdivision de la communauté dotée d'une autonomie et d'une indépendance par rapport à "Grupo de Danças e Cantares". La plupart de ses prestations ont eu lieu lors d'activités organisées par la Société philharmonique et lors d'événements dans le district de Viseu. Le groupe a également été invité à se produire dans certaines émissions de télévision, dont l'une d'entre elles a été diffusée à l'émission "SIC 10 Horas". Après 15 ans d'activité, "Rhitmos" a été dissous faute de nouveaux membres pour remplacer ceux qui l'avaient quitté.

- Autres organismes locaux supprimés:
  - Grupo Teatro Dramático, a joué plusieurs pièces de théâtre au "Teatro de Cabanas";
  - Grupo Teatro Búzio, a répété plusieurs pièces de théâtre à "Casa da Renda".

## Patrimoine
- Maisons de maître:
  - Cabanas de Viriato:
    - Casa do Passal, remodelé par Aristides de Sousa Mendes dans les premières décennies du XXe siècle;
    - Casa de Fundo de Vila, également connu sous le nom de "Solar da família Teixeira de Abreu";
    - Casa de Casaínhos, également connu sous le nom de Solar da família de Silvério Lobo ou "Casa Silvério Lobo"; .
    - Casa da Pateira;
    - Casa da Família do Dr. Pinto de Campos, situé à Rua Viriato et à proximité de Teatro de Cabanas (Théâtre de Cabanas de Viriato);
    - Solar Teles do Vale;
    - Solar da familia Bernandes de Miranda;

- Espaces culturels:
  - Cabanas de Viriato:
    - Teatro de Cabanas, propriété de "Associação Humanitária dos Bombeiros Voluntários de Cabanas de Viriato" et ce théâtre a été fondé en 1884;
    - "Lagarto", propriété de "Sociedade Filarmónica de Cabanas de Viriato";

- Patrimoine religieux:
  - Cabanas de Viriato:
    - Eglise São Cristóvão;

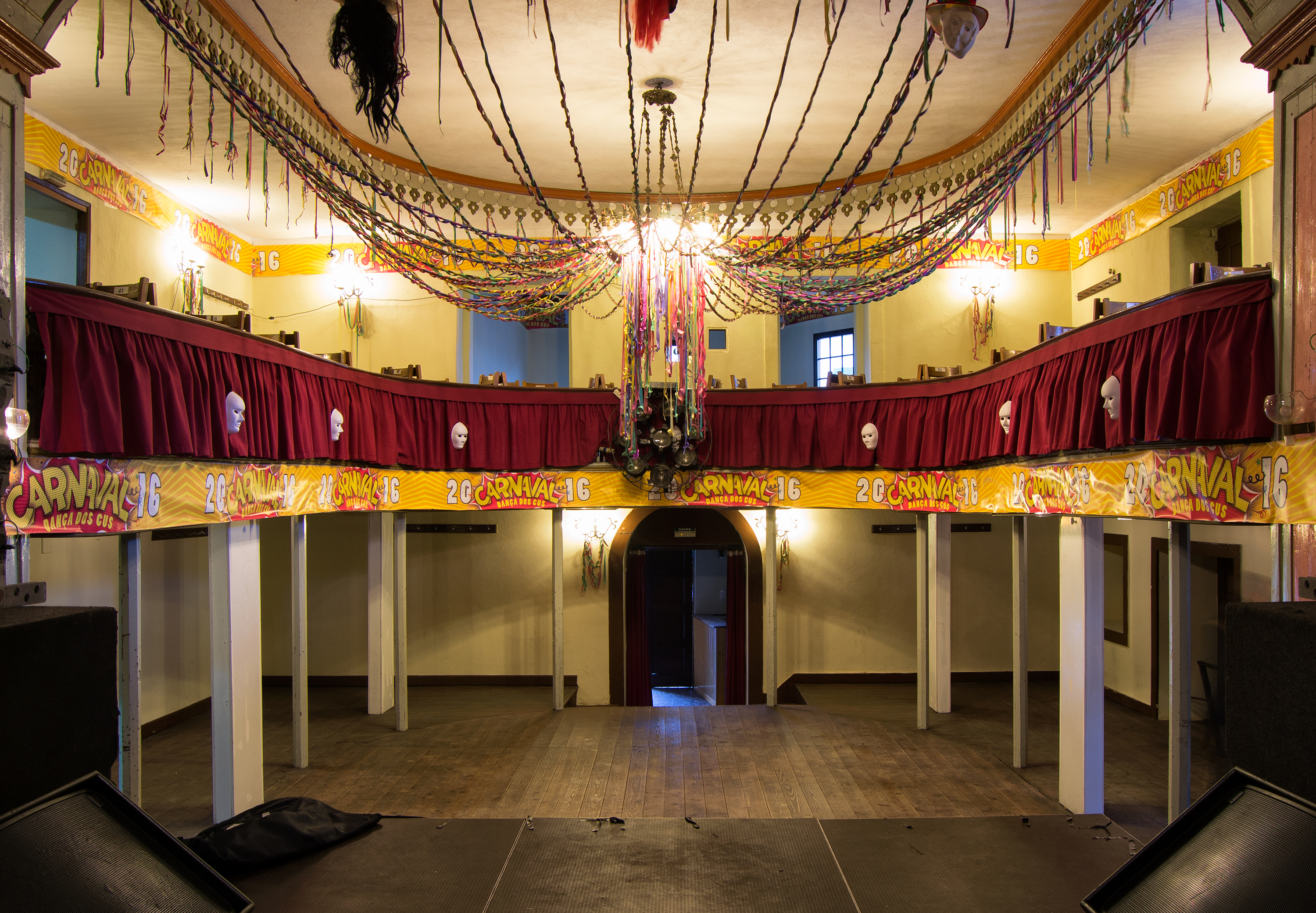
Teatro de Cabanas avec des décorations provenant du bal du carnaval de 2016

    - Chapelle Aido, situé à Rua do Aido et où il a épousé Aristides de Sousa Mendes et son épouse, Angelina de Sousa Mendes;
    - Chapelle Senhora do Amparo, situé dans le quartier de Pedrogão et est à l'état d'abandon;

  - Laceiras:
    - Chapelle Senhora dos Milagres;
    - Chapelle São Tiago;

## Équipement
- Cabanas de Viriato:
  - Équipement lié à l'État central :
    - Établissement d'enseignement:
      - Jardim de Infância Angelina de Sousa Mendes, école maternelle pour les enfants de 3 à 6 ans;
      - Escola Básica Integrada Aristides de Sousa Mendes, école du 1er au 3ème cycle et ancien siège du groupement scolaire Aristides de Sousa Mendes, aujourd'hui disparu;

    - Santé publique:
      - Extensão de Saúde de Cabanas de Viriato, centre de santé avec rendez-vous chez le médecin de famille et vaccinations.;

- Équipement lié à l'administration locale :

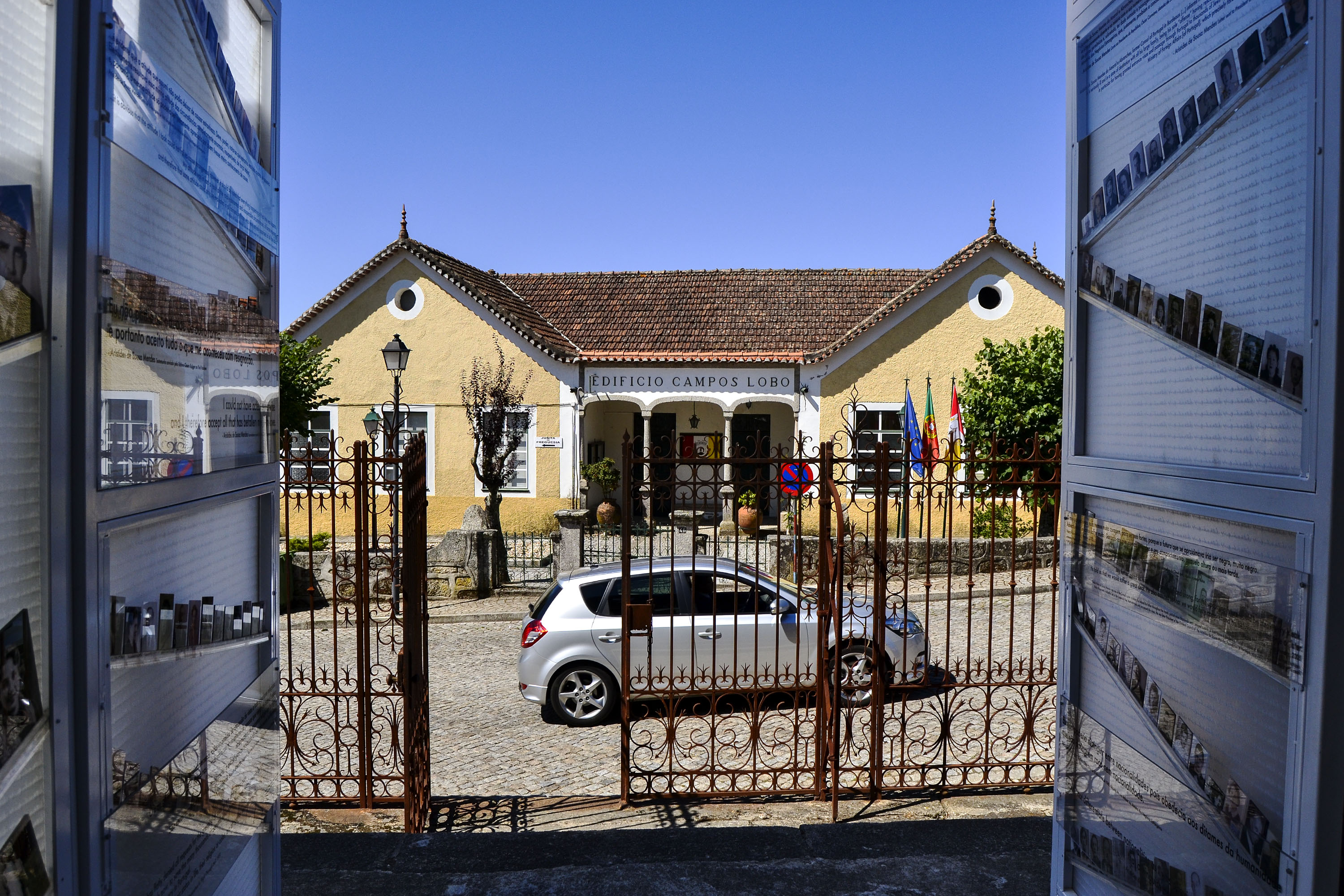
Edifício Campos Lobo et l'exposition temporaire "WTF - Casa do Passal"

  - Edifício Campos Lobo, ancienne école de garçons et est siège actuel de junta de freguesia e da assemblage de freguesia;
  - Polidesportivo, une aire de sport avec un terrain de futsal, le lieu du tournoi "Cabanas CUP" et est situé à proximité de l'actuel "Associação Humanitária dos Bombeiros Voluntários de Cabanas de Viriato";

- Équipements liés aux associations locales :
  - Associação Humanitária dos Bombeiros Voluntários de Cabanas de Viriato:
    - Teatro de Cabanas, théâtre fondé en 1884 et où se déroulent les bals de carnaval;
    - Quartel, également connue sous le nom de nouvelle caserne, est entré en vigueur le 18 septembre 2011;
    - Antigo quartel, désactivé le 18 septembre 2011 et est encore utilisé le jour du bal du carnaval au Teatro de Cabanas;

  - Centro Social Elisa Barros Silva:
    - Creche "Jardim dos Pequeninos";
    - Unidade Residencial Aristides de Sousa Mendes;
    - Lar do Centro Social Elisa Barros Silva;

  - Sociedade Filarmónica de Cabanas de Viriato:
    - "Lagarto", des lieux de divertissement de toutes sortes;

  - Sport Cabanas de Viriato e Benfica:
    - Campo do Outeiro do Seixo;

- Autres équipements:
  - Ancienne école du 1er cycle Laceiras, appartenait au groupe scolaire Aristides de Sousa Mendes, aujourd'hui disparu, et est encore utilisé les jours de fête en l'honneur de Senhora dos Milagres, ainsi que lors de certaines réunions du Assembleia de Freguesia de Cabanas de Viriato;

## Événements
- Événements sportifs:
  - Cabanas de Viriato:
    - Cabanas CUP, tournoi de futsal organisée par Sport Cabanas de Viriato e Benfica et inséré dans l'événement "Festas da Vila";
    - Matchs de football de la 1ère division du Associação de Futebol de Viseu qui se tient au Sport Cabanas de Viriato e Benfica.

- Événements culturels:
  - Cabanas de Viriato:

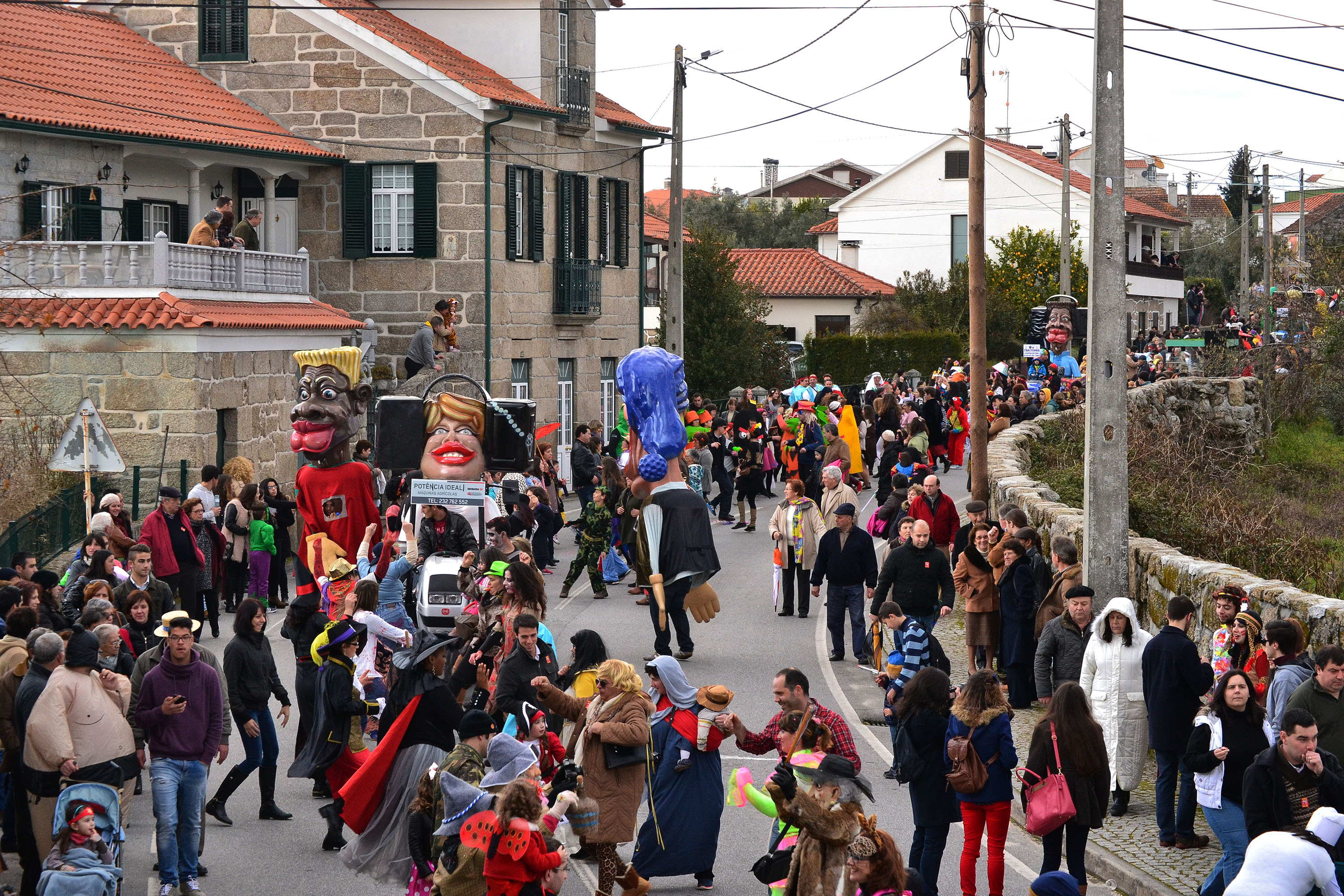
Carnaval Dança dos Cus dans la ville portugaise de Cabanas de Viriato

    - Carnaval Dança dos Cus, était également connu sous le nom de Carnaval Dança Grande, organisée par Associação do Carnaval de Cabanas de Viriato;
    - Carnaval de Verão (Dimanche du second week-end d'août), organisée par Associação do Carnaval de Cabanas de Viriato et Associação Festas da Vila de Cabanas de Viriato;

- Événements gastronomiques:
  - Cabanas de Viriato:
    - Mega Cabidela, organisée par Associação Humanitária dos Bombeiros Voluntários de Cabanas de Viriato;
    - Festival da Sopa e do Pão, organisée par Agrupamento de Escolas de Carregal do Sal dans l'enceinte de l'école  Aristides de Sousa Mendes;

- Événements musicaux :
  - Cabanas de Viriato:
    - Bal de Carnaval au Teatro de Cabanas (Lundi de carnaval), dans le cadre de l'initiative Carnaval Dança dos Cus et est organisée par Associação Humanitária dos Bombeiros Voluntários de Cabanas de Viriato;
    - Bal de Carnaval au "Lagarto" (Dimanche  de Carnaval), dans le cadre de l'initiative  Carnaval Dança dos Cus et est organisée par Sociedade Filarmónica de Cabanas de Viriato;
    - Encontro de Cordas, organisée par Sociedade Filarmónica de Cabanas de Viriato et avec des représentations de divers groupes d'instruments à cordes invités;
    - Encontro de Bandas, organisée par Sociedade Filarmónica de Cabanas de Viriato et des représentations d'orchestres philharmoniques du Portugal;
    - Visita de Reis (Dimanche du premier week-end de janvier), organisée par Sociedade Filarmónica de Cabanas de Viriato;

- Événements religieux:
  - Cabanas de Viriato:
    - Fête en l'honneur du saint patron São Cristóvão (Fin du mois de juillet);

  - Laceiras:
    - Senhora dos Milagres (15 de agosto);
    - Fête en l'honneur de São Tiago;

## Politique
- Junta de Freguesia de Cabanas de Viriato:
  - 2021 a 2025:
    - Président de la Junta de Freguesia, Nuno Seabra;
    - Secretaría, Ana Rita Fidalgo;
    - Trésorier, José António Marques;
- Assembleia de Freguesia de Cabanas de Viriato:
  - 2021 a 2025:
    - Table d'assemblage:
      - Président du Bureau donne Assembleia de Freguesia, Fernando Pereira;
      - Premier secrétaire, Stefanie Tomás;
      - Deuxième secrétaire, Bárbara Costa;

    - Les membres de la Assembleia:
      - Célia Costa;
      - António Tavares;
      - Gustavo Costa;
      - Mário Campos;
      - José Figueiredo;
      - Rosa Ribeiro;

## Médias locaux
- Cabanas de Viriato:
  - Cabanas de Viriato, journal mensuel de la Fabrique de l'église paroissiale de Cabanas de Viriato qui faisait connaître les différentes nouveautés de la ville, avait un tirage mensuel moyen de 900 exemplaires et a cessé de paraître à la fin de la dixième décennie du XXIe siècle.
  - O Viriato, journal de la Junta de Freguesia de Cabanas de Viriato dans les années 1960 et 1970.